# Barura
Barura è un sottodistretto (upazila) del Bangladesh situato nel distretto di Comilla, divisione di Chittagong. Si estende su una superficie di 241,65 km² e conta una popolazione di 405.118  abitanti (censimento 2011).